# Ōma
Ōma (大間町; Ōma-machi) és un poble del Japó situat a la prefectura d'Aomori.